# Nieuport 14

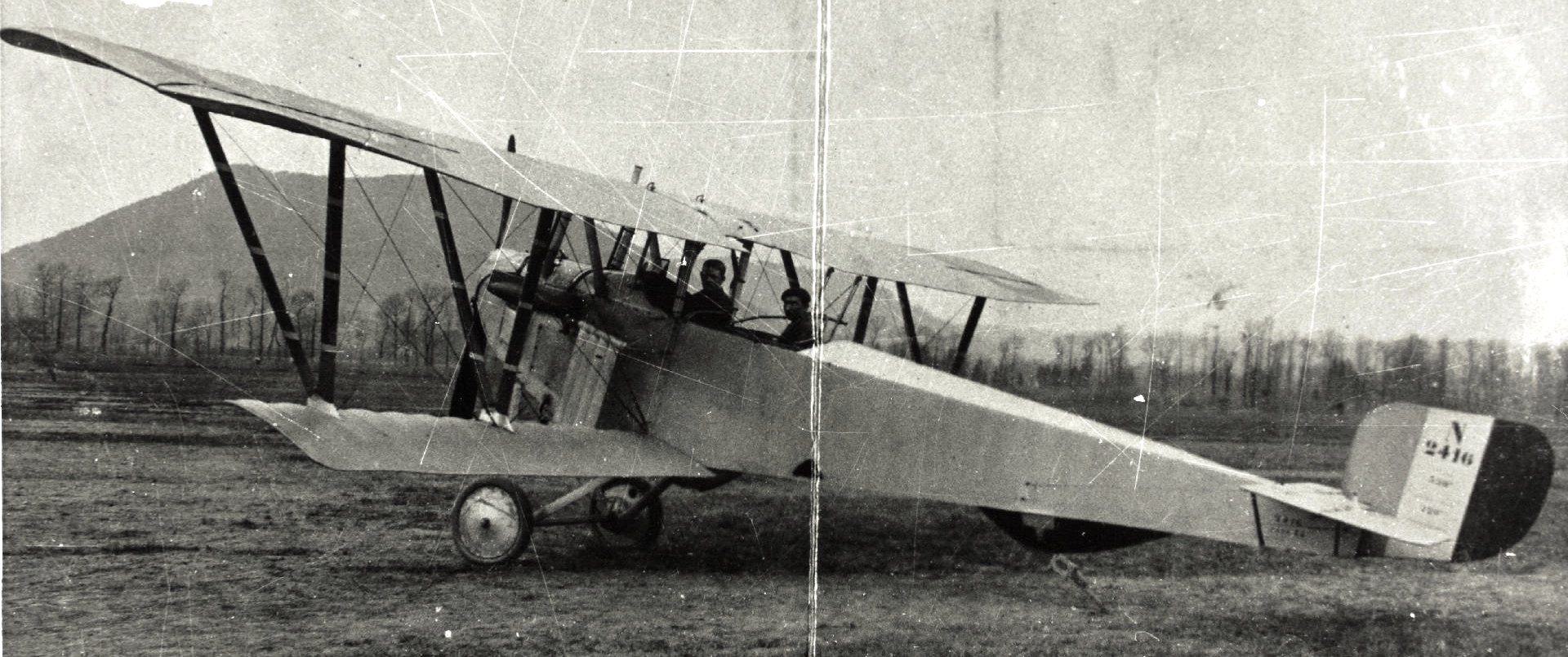
Nieuport 14

Ньюпо́р 14 (фр. Nieuport 14) — французский самолёт-разведчик периода Первой мировой войны, построенный по схеме биплана. Самолёт имел возможность выполнять функции ближнего бомбардировщика, доставляя к цели небольшой груз бомб. В процессе эксплуатации выявилась недостаточная жёсткость фермы, образованной лонжеронами верхнего и нижнего крыльев, что привело к отказу от крупносерийного производства машины. Три эскадрильи ВВС Франции, получившие на вооружение Nieuport 14A2, были перевооружены на машины других типов спустя всего 17 дней после начала их эксплуатации. Разведчики, выведенные с фронта, были переоборудованы в учебные машины, получив двойное управление (Nieuport 14Е2).

## Модификации
- Nieuport 14A2 — основной вариант (14 — модель, A — разведчик, 2 — количество членов экипажа).
- Nieuport 14Е2 — учебный самолёт с двойным управлением. Машины, переоборудованные из основного варианта.

## ТТХ

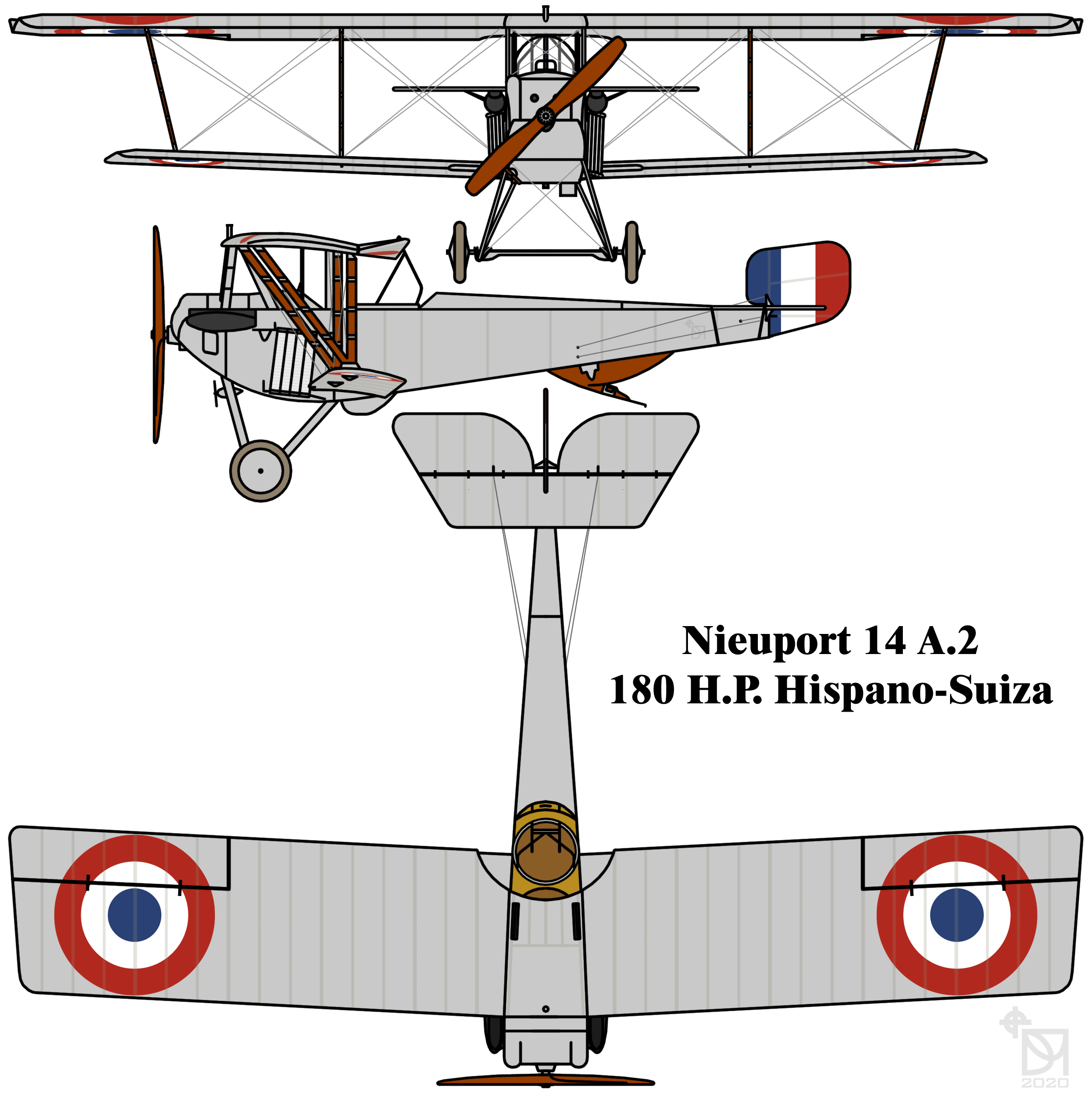
Конструкция Nieuport 14A2

### Технические характеристики
- Экипаж: 2
- Длина: 7,87 м
- Размах крыла: 12,09 м
- Высота:
- Площадь крыла: 30,00 м²
- Профиль крыла:
- Масса пустого:
- Масса снаряженного:
- Нормальная взлётная масса:
- Максимальная взлётная масса:
- Двигатель: Hispano-Suiza 8
- Мощность: 1x 180 л. с.[1]

### Лётные характеристики
- Максимальная скорость: 110 км/ч
  - у земли:
  - на высоте м:
- Крейсерская скорость: 87 км/ч
- Практическая дальность:
- Практический потолок:
- Скороподъёмность:
- Нагрузка на крыло: кг/м²[1]